# Parco geominerario storico ed ambientale della Sardegna
Il parco geominerario storico e ambientale della Sardegna raggruppa e identifica otto aree della Sardegna per un totale di 3500 km² (appartenenti a 81 comuni differenti) rese uniche da una comune storia mineraria, e dal ruolo ricoperto nella lunghissima storia dell'industria estrattiva dell'Isola.

## Storia
L'idea della creazione di un parco geominerario dell'Iglesiente nacque nel 1989, con la costituzione di un comitato promotore del parco. Nel 1993, in un convegno tenutosi ad Alghero, venne presentata una proposta, corredata da uno studio in merito, per la costituzione del parco geominerario, nella quale venivano individuate le aree proposte per la tutela ed era abbozzato uno schema di gestione delle stesse. La proposta, che non sortì risultati nel convegno di Alghero, venne ripresentata nel 1996 a Iglesias, in occasione del convegno promosso per il centenario dell'Associazione mineraria sarda. Fu questa l'occasione decisiva per la nascita del parco. Nel 1997 fu presentato un dossier informativo all'Assemblea generale dell'UNESCO, nel quale si esponevano le notevoli valenze culturali, ambientali e storiche che le miniere avevano rivestito nella storia della Sardegna.
L'UNESCO riconobbe ufficialmente l'elevato valore della cultura mineraria dell'isola con la sottoscrizione, avvenuta il 30 settembre 1998, della Carta di Cagliari, nella quale erano racchiusi i principi e gli obiettivi che l'istituzione del parco geominerario avrebbe dovuto perseguire. Questi obiettivi comprendevano la bonifica, il recupero e la salvaguardia delle strutture industriali legate all'attività mineraria, nonché la salvaguardia dei beni naturalistici e dei valori culturali legati alle attività estrattive.
Nonostante le molteplici iniziative susseguitesi negli anni, il parco stentava a partire. Questo immobilismo portò all'occupazione, da parte del consigliere regionale Giampiero Pinna, della Galleria del Pozzo Sella, nella miniera di Villamarina. L'occupazione si protrasse per un anno e portò, alla fine, all'emanazione del decreto ministeriale con il quale veniva creato il parco.
Il parco geominerario venne ufficialmente istituito, anche grazie alle sempre più pressanti richieste da parte delle popolazioni locali, con il decreto ministeriale del 16 ottobre 2001 (Istituzione del Parco Geominerario Storico e Ambientale della Sardegna), pubblicato nella Gazzetta Ufficiale italiana n. 265 del 14 novembre 2001.

## Comuni
Il territorio del parco geominerario interessa 81 comuni distribuiti in tutte le otto province della Sardegna. È suddiviso in otto aree, ognuna delle quali presenta le proprie peculiarità storiche, ambientali e geologiche.
- Area 1 - Monte Arci
  - Villaurbana, Palmas Arborea, Usellus, Marrubiu, Ales, Curcuris, Uras, Simala, Gonnoscodina, Gonnostramatza, Mogoro, Pau, Morgongiori, Masullas, Oristano, Pompu, Santa Giusta, Siris, Villa Verde

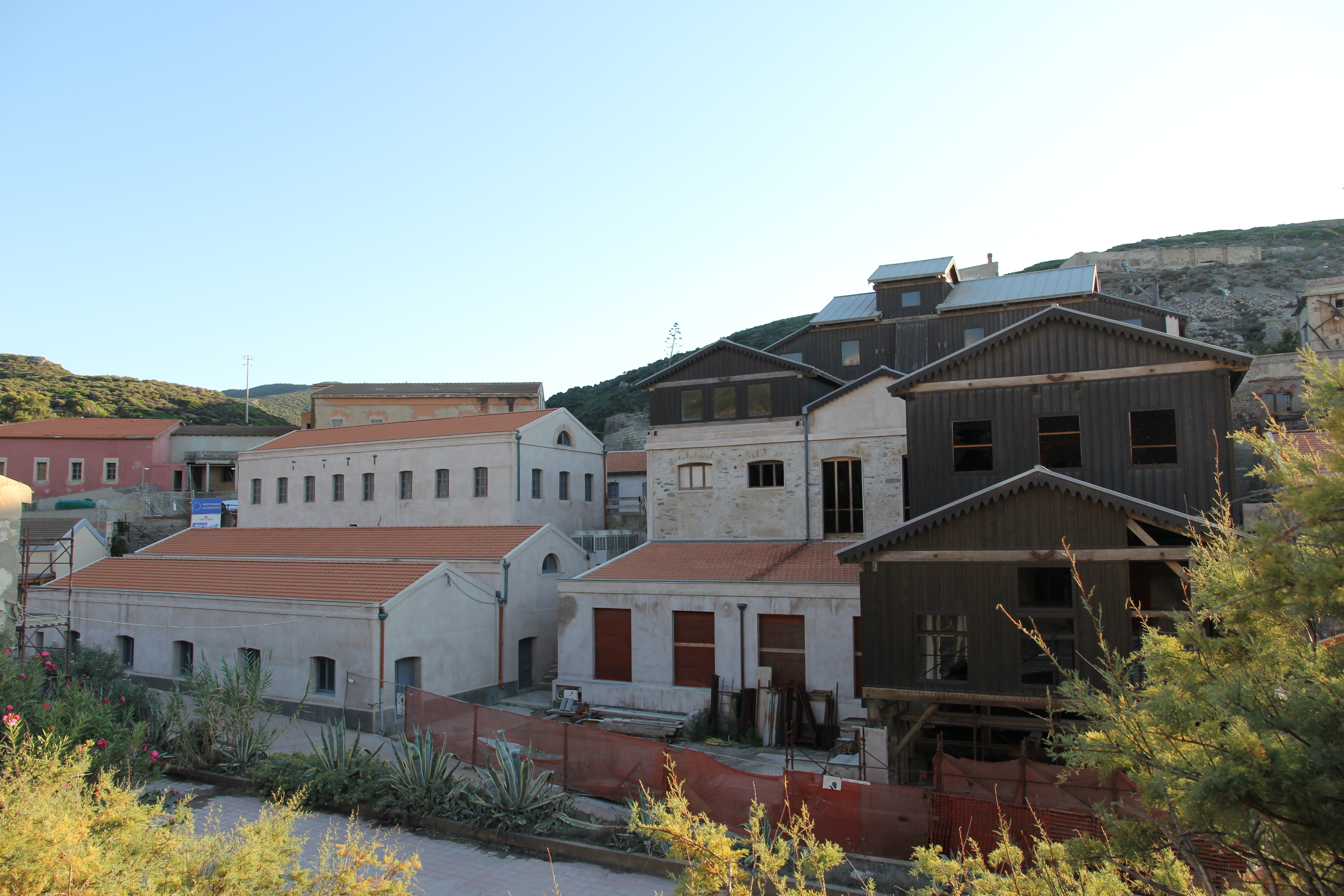
L'Argentiera, nel comune di Sassari dopo il restauro del 2015

- Area 2 - Orani, Guzzurra Sos Enattos
  - Orani, Lodè, Siniscola, Onanì, Lula
- Area 3 - Funtana Raminosa
  - Aritzo, Gadoni, Seui, Seulo
- Area 4 - Argentiera, Nurra, Gallura
  - Sassari, Alghero (e siti puntiformi presso Olbia, La Maddalena e Santa Teresa Gallura)
- Area 5 - Sarrabus, Gerrei
  - Villaputzu, Ballao, Villasalto, San Vito, San Nicolò Gerrei, Muravera, Burcei, Sinnai, Goni, Silius, Armungia
- Area 6 - Sulcis
  - Siliqua, Villaspeciosa, Uta, Villamassargia, Carbonia, Assemini, Capoterra, Sarroch, Villa San Pietro, Pula, Teulada, Carloforte, Calasetta, Sant'Antioco, San Giovanni Suergiu, Giba, Piscinas, Sant'Anna Arresi, Masainas, Perdaxius, Narcao, Nuxis, Santadi, Villaperuccio, Tratalias, Decimomannu, Portoscuso, Domus de Maria
- Area 7 - Iglesiente
  - Fluminimaggiore, Domusnovas, Iglesias, Gonnesa, Vallermosa, Buggerru
- Area 8 - Guspinese, Arburese
  - Arbus, Guspini, Gonnosfanadiga, Villacidro, Villasor

## Flora
La vegetazione climax della Sardegna è rappresentata dalla lecceta. Nelle aree del parco estesi boschi di leccio si ritrovano nel Sulcis-Iglesiente. Nelle zone montuose, a una quota compresa tra i 900 e i 1000 m s.l.m., a tali formazioni vegetali si aggiungono roverelle, aceri minori, agrifogli e tassi. Nelle aree montane dell'Iglesiente e del Sulcis, oltre a queste specie, si possono inoltre trovare il prugnolo selvatico, il carpino nero, il frassino orniello e il bagolaro. Nelle zone del parco, le cui cime montuose superano i 1000 metri, sono caratterizzate da una vegetazione di arbusti prostrati, tra i quali il ginepro nano, il pruno prostrato, il camedrio maro ed il timo erba-barona.
Oltre alle specie appena elencate vanno indubbiamente citate le essenze dominati della flora mediterranea, abbondantemente presenti in tutte le aree del parco. Si tratta di piccoli alberi o arbusti quali l'olivastro, il ginepro rosso, il ginepro fenicio, il corbezzolo, il lentisco, il mirto ed il rosmarino.
Nelle aree del parco, tra le specie endemiche della flora della Sardegna si trovano il bosso delle Baleari, l'elicriso del Monte Linas, l'iberide, il radicchio della scogliera, il trifoglio di Moris, varie specie di limonio, varie specie di armeria, la margherita piccolissima, la pratolina delle scogliere, l'astragalo verrucoso e varie specie di orchidee ofridi.

## Fauna
Nelle otto aree del parco geominerario sono presenti quasi tutte le specie faunistiche della Sardegna. Particolare menzione meritano le specie endemiche quali l'euprotto sardo, il geotritone dell'Iglesiente, il geotritone imperiale, il geotritone del Supramonte, il geotritone del Monte Albo, il discoglosso sardo, la lucertola tirrenica di Molarotto, la lucertola tirrenica del Toro, la biscia dal collare, la cinciallegra sarda, la ghiandaia sarda ed il cervo sardo.
Lungo le coste nidificano varie specie di uccelli marini, tra i quali il gabbiano reale, la berta maggiore, la berta minore, il cormorano e il marangone dal ciuffo.

## Punti di interesse

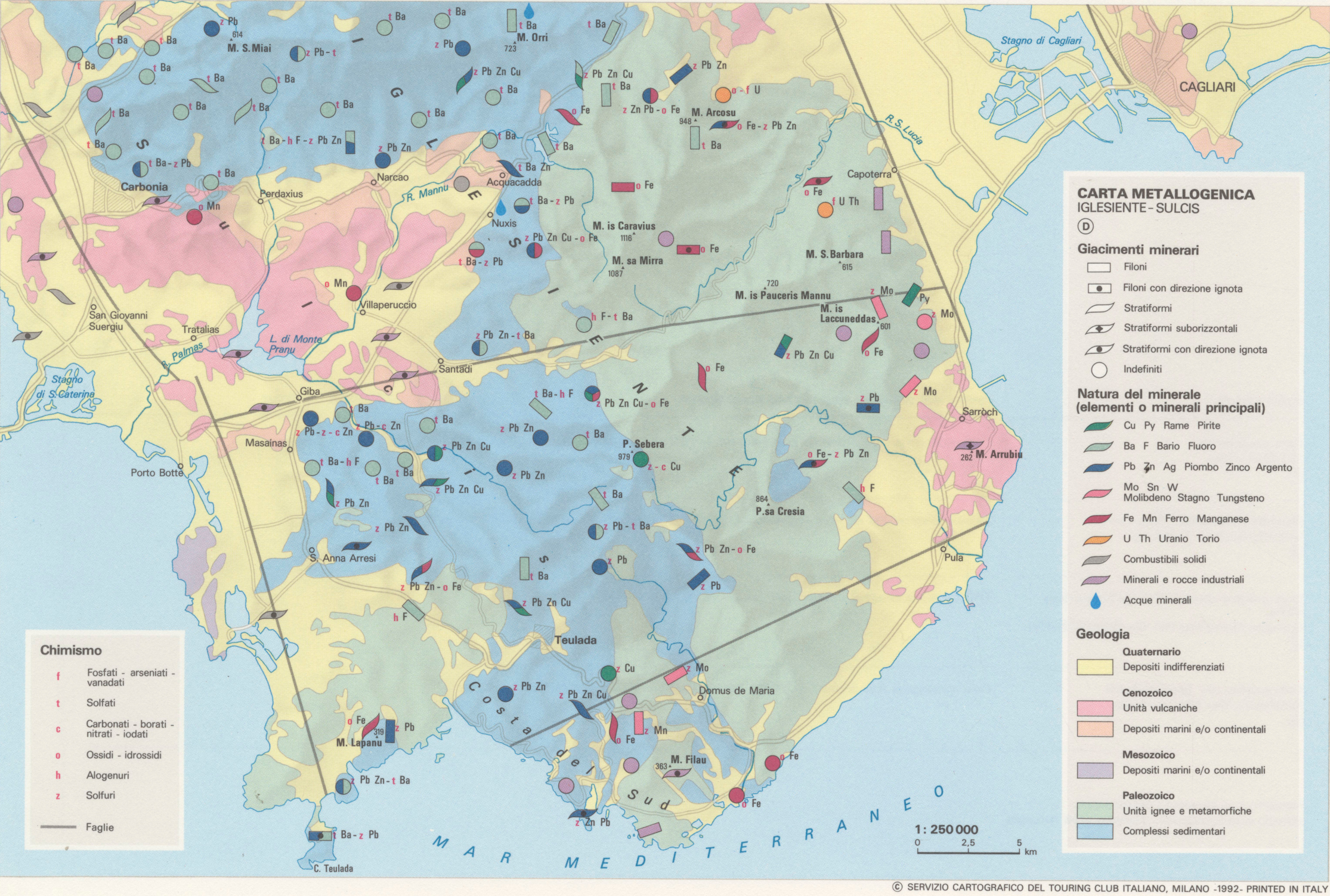
Carta metallogenica dell'Sulcis-Iglesiente

Le attrattive che il parco geominerario offre sono:
- ambientali, con la possibilità di compiere escursioni nella natura incontaminata che alcune zone del parco ancora preservano;
- storiche, con la possibilità di visitare le vecchie strutture minerarie e di ammirare le architetture Liberty delle strutture direzionali annesse agli impianti di estrazione, nonché delle strutture industriali e delle gallerie minerarie.
- culturali, con la possibilità di visitare i vari musei della cultura mineraria della Sardegna.

## Accessi
- Area 1 - Monte Arci

In automobile si raggiunge l'area del monte Arci seguendo la strada statale 131 fino allo svincolo per Uras. Si prosegue lungo la strada statale 442 in direzione Ales. Da quest'ultimo centro si prende la Strada provinciale 48 in direzione di Pau, ove si trova il Centro Visita di zona dell'Area 1.
- Area 2 - Orani, Guzzurra Sos Enattos

L'accesso alle località minerarie dell'Area 2 avviene seguendo la strada statale 131 fino allo svincolo per Nuoro-Olbia e proseguendo sulla strada statale 131 dcn si trovano, in successione, gli svincoli per Orani e Siniscola. Le località di, Lula e Onanì si raggiungono seguendo la statale 131 dcn e prendendo l'uscita in direzione Dorgali-Lula; si prosegue quindi sulla strada provinciale 38 fino ad arrivare a Lula e, da questo centro, si prende la strada provinciale 3 che conduce a Onanì. La località di Lodè è raggiungibile prendendo l'uscita per Siniscola, attraversata la quale, lungo la strada provinciale 3 si raggiunge il bivio per Sant'Anna e, seguendo la strada provinciale 50 si raggiunge Lodè.
- Area 3 - Funtana Raminosa

L'area di Funtana Raminosa può essere raggiunta con il caratteristico Trenino Verde, attraverso la tratta Mandas-Seui della Ferrovia Mandas-Arbatax. In automobile si segue la strada statale 131 fino allo svincolo per Nuoro-Olbia e si prosegue sulla strada statale 131 dcn fino all'uscita in direzione Nuoro. Si segue la direzione della Circonvallazione Sud fino a girare sulla strada statale 389. Si imbocca infine lo svincolo per la strada statale 198 fino all'arrivo a Seui.
- Area 4 - Argentiera, Nurra, Gallura

Si percorre la Strada Statale 131 in direzione Sassari fino a imboccare lo svincolo che indica la direzione Alghero-aeroporto. Si prosegue lungo la strada Statale 291 fino a immettersi sulla Strada provinciale 19 arrivando all'innesto della stessa sulla strada statale 127 bis che conduce ad Alghero, dove si trova il Centro Visita dell'Area 4.
- Area 5 - Sarrabus, Gerrei

- Area 6 - Sulcis

Si percorre la Strada statale 131 in direzione Cagliari per imboccare lo svincolo per Samassi, che immette sulla strada statale 293. Da quest'ultima si prende l'uscita per Carbonia che immette sulla strada statale 130. Si segue la direzione Villamassargia-Carbonia fino allo svincolo che immette sulla Strada provinciale 86. All'arrivo a Villamassargia si imbocca la Strada provinciale 2 fino all'arrivo a Carbonia.
- Area 7 - Iglesiente

Si percorre la Strada statale 131 in direzione Cagliari per imboccare lo svincolo per Samassi, che immette sulla strada statale 293. Da quest'ultima si prende l'uscita per Iglesias che immette sulla strada statale 130 fino all'arrivo in città.
- Area 8 - Guspinese, Arburese

Si percorre la strada statale 131 fino all'uscita per Marrubiu-Terralba, che immette sulla strada statale 126 che porta a Guspini. Da quest'ultimo centro e possibile raggiungere le miniere di Montevecchio e, seguendo la stessa statale 126, si può arrivare alle città Carbonia ed Iglesias.

## Attività
Nelle aree del parco geominerario è possibile svolgere attività di escursionismo e trekking a cavallo.
Nell'area del monte Arci è possibile visitare il museo dell'ossidiana di Pau e il Geomuseo Monte Arci di Masullas, mentre presso il sito minerario di Funtana Raminosa la visita guidata permette di apprendere i processi di lavorazione del minerale di rame. Nei pressi di Seui è possibile visitare le vecchie strutture minerarie in stile liberty delle officine di lavorazione dell'antracite. Nell'area di Orani-Sos Enattos si possono visitare le miniere di talco, mentre nell'area dell'Argentiera, Nurra, Gallura si possono visitare le cave di granito de La Maddalena, capo Testa e della Gallura, oltre alle miniere d'argento dell'Argentiera e alla miniera di Calabona, presso Alghero. L'area del Sarrabus-Gerrei è caratterizzata dalle miniere d'argento de S'Arcilloni e Serr'e S'Ilixi. Nell'area dell'Iglesiente è possibile visitare le miniere di Monteponi, San Giovanni e Villamarina e, ad Iglesias, il museo mineralogico ed il museo dell'arte mineraria. Lungo la costa occidentale si possono visitare numerosi siti minerari di Gonnesa, Buggerru, Nebida e Masua. In questa zona è possibile percorrere il sentiero Miniere nel blu, che collega, con un tragitto di circa 10 chilometri, percorribile in sei ore, Masua con cala Domestica. L'area Guspinese-Arburese permette la visita della miniera di Montevecchio, presso la quale sono visitabili la direzione, il museo dei minerali ed una parte delle gallerie sotterranee, e della miniera di S'Ingurtosu, dalle belle architetture liberty del palazzo della direzione. Nell'area del Sulcis, presso i locali della miniera di Serbariu è allestito il Centro italiano della cultura del carbone. Museo del Carbone dove sono illustrate le varie fasi della lavorazione del carbone e sono visibili gli strumenti di lavoro. È inoltre possibile visitare le gallerie sotterranee con l'accompagnamento delle guide.

## Strutture ricettive
Per ogni area del parco geominerario è prevista una sede distaccata presso la quale sono organizzati i centri visita e tutte le altre attività legate alla gestione dell'area stessa. Attualmente quelle dotate di tali sedi sono solamente due: l'Area 1 e l'Area 4, con le rispettive sedi di Pau ed Alghero.